# Villars-Tiercelin
Villars-Tiercelin es una localidad y antigua comuna suiza del cantón de Vaud, situada en el distrito de Gros-de-Vaud. 
Desde el 1 de julio de 2011 parte de la comuna de Jorat-Menthue, tras su fusión con las comunas de Montaubion-Chardonney, Peney-le-Jorat, Sottens y Villars-Mendraz.

## Geografía
La antigua comuna limitaba al norte con las comunas de Dommartin y Montaubion-Chardonney, al este con Peney-le-Jorat, al sureste con Corcelles-le-Jorat, al suroeste con Froideville, y al oeste con Poliez-Pittet.
La comuna formó parte hasta el 31 de diciembre de 2007 del distrito de Echallens, círculo de Bottens.